# 大阪電影節
大阪電影節（日语：おおさかシネマフェスティバル），於日本大阪舉辦的影展，在每年3月開幕，每年度評選出前一年度優秀的電影獲獎者並舉行公開頒獎儀式。

## 沿革
1976年正式成立，2000年因資金不足一度中斷，2006年在大阪市政府補助之下以「大阪電影節」此正式名稱重新舉辦。2009年至2014年暫隸屬大阪亞洲影展其中一部門；翌年，正式脫離大阪亞洲影展獨立舉辦影展及頒獎儀式。

## 評選
以大阪當地前一年上映的電影為主，並由每年觀影超過兩百部作品的評審委員投票選出日本及國外「年度十佳作品」與「個人獎」。

## 另見
- 電影旬報獎
- 每日電影獎
- 橫濱電影節
- 藍絲帶獎
- 日刊體育電影大獎
- 東京國際電影節
- 日本電影影評人大獎
- 日本電影學院獎
- 山路文子電影獎

## 外部連結
- 官方网站
- 大阪電影節的X（前Twitter）
- 大阪電影節的Facebook專頁
- 官方Youtube頻道 （页面存档备份，存于）